# Lepidium depressum
Lepidium depressum är en korsblommig växtart som beskrevs av Albert Thellung. Lepidium depressum ingår i släktet krassingar, och familjen korsblommiga växter. Inga underarter finns listade i Catalogue of Life.